# يوجين روشكو
يوجين روشكو (بالروسية: Евгений Рочко)‏ (من مواليد 22 يناير 1993  ) هو مطور برمجيات ألماني، يُعرف بأنه منشئ ماستدون، وهي منصة شبكات اجتماعية مفتوحة المصدر لا مركزية تتكون من عدد كبير من العُقد التي يتم تشغيلها بشكل مستقل، والمعروفة باسم المُثل، ولكل منها قواعدها السلوكية الخاصة بها، وشروط الخدمة، وسياسة الخصوصية، وخيارات الخصوصية، وسياسات الإشراف على المحتوى.

## نشأته
وُلِد روشكو في روسيا عام 1993، وانتقل إلى ألمانيا في سن الحادية عشرة التحق بالمدرسة الثانوية في يينا ودرس علوم الكمبيوتر في جامعة يينا. في شبابه، كان نشطًا على شبكات مثل MySpace و schülerVZ [الإنجليزية] ، فيسبوك، تويتر، و ICQ.  خلال سنوات دراسته الثانوية، أنشأ العديد من المواقع الإلكترونية بما في ذلك سوق الفنانين والعملاء الافتراضي الذي باعه بمبلغ 2000 دولار. 

## الحياة مهنية
في أوائل عام 2016، أثناء الدراسة، بدأ روشكو العمل على برنامج ماستدون .  وأطلق النسخة التجريبية منه في ذلك العام.  نشر البرنامج في أكتوبر 2016 بعد حصوله على شهادته الجامعية.  بحلول أبريل 2017، كان هناك 1000 «مثيل» يتم تشغيلها بشكل مستقل على منصة الشبكة الاجتماعية الفيدرالية ماستدون مع «مئات الآلاف من المستخدمين» باستخدام خوادم شخصية وعامة، وفقًا لمقابلة مع مؤسسة البرمجيات الحرة (FSF) في يونيو 2017.  بسبب كود المصدر الخاص به، ليس المحتوى مفتوحًا فحسب، بل يمكن لأي شخص استخدامه لإنشاء خادومه الخاص بقواعد وأنظمة مخصصة ويتم تنفيذها. تشكل هذه الخواديم الفردية جزءًا من الشبكة الاجتماعية الموزعة أو الفيدرالية. 
قام روشكو بتطوير ماستدون من خلال التمويل الجماعي من خلال باتريون وOpenCollective، ومنحة تطوير مفتوحة المصدر من سامسونج ،  بالإضافة إلى منحة صغيرة من المفوضية الأوروبية.  نشرها في أوائل أكتوبر 2016 بعد إكمال دراسته في علوم الكمبيوتر في جامعة يينا .  قام لاحقًا بتنفيذ بروتوكول ActivityPub لـماستدون.  بحلول مايو 2017، كان هناك بالفعل 323 مساهمًا تطوعيًا مختلفًا في GitHub ؛ وكان هناك عشرة فقط من المساهمين المنتظمين.  قام روشكو وشخص آخر بدمج طلبات السحب التي قدمها المتطوعون في فرع ماستدون الرئيسي.  بحلول يوليو 2017، كان هناك 727 فردًا يدعمون ماستدون على Patreon.  في ذلك الوقت، وصف روشكو نفسه بأنه المطور الرئيسي ومدير المشروع في ماستدون، حيث كان يعمل جنبًا إلى جنب مع @maloki@mastodon.social، مدير مشروع ماستدون.  تم تنفيذ بقية العمل من قبل المتطوعين. 
في مقابلة مع مجلة تايم في 6 نوفمبر 2022، قال روشكو إنه بدأ الأمر كمشروع جانبي أثناء عمله على شهادته الجامعية.  في مقابلة مع رويترز، قال روشكو إنه كان مدفوعًا بشائعات مفادها أن بيتر ثيل ، "الملياردير اليميني"، كان يفكر في الاستحواذ على تويتر.  وقال روشكو إنه من الأهمية بمكان ألا تخضع هذه "المنفعة العامة الفعلية التي ليست عامة" لسيطرة شركة أمريكية.   أبدى عدم رضاه عن بعض وظائف مواقع التواصل الاجتماعي. وقال روشكو إن منصة مثل تويتر تلعب دورًا مهمًا في الديمقراطية ولا ينبغي أن تخضع لسيطرة شركة أمريكية.  وفقًا لمقابلته مع مجلة Esquire عام 2018، كان دافعه لإنشاء ماستدون هو توفير مساحة غير تجارية وأكثر تنظيمًا من تويتر.  في يونيو 2017، أخبر روشكو أحد المحاورين أنه يحب البرمجيات الحرة ، وهذا، إلى جانب استيائه المتزايد من تويتر، كان أيضًا أحد العوامل التي أدت إلى إنشائه لماستودون. 
وفقًا لمجلة فوربس، استند روشكو في اختياره للاسم إلى فرقة الهيفي ميتال الأمريكية ماستودون.   بحلول أغسطس 2018، نما عدد أعضاء ماستدون إلى حوالي 1.5 مليون مع زيادة في العضوية في أعقاب رفض تويتر حظر Alex Jones من Infowars، وفقًا لـ Esquire. 
ذكرت مقالة في موقع دايلي دوت بقلم المراسلة آنا فالينز، التي تركز على قضايا مثل مجتمعات المثليين والمحتوى للبالغين، أنه بحلول نوفمبر 2016، بعد انتخاب دونالد ترامب، اجتذبت ماستودون العديد من الأشخاص في مجتمع المثليين.  لقد أدرك هؤلاء المتبنون الأوائل الإمكانات التي توفرها "الفيدرالية المتنوعة اللامركزية" باعتبارها شكلاً من أشكال الحماية للمستخدمين المهمشين.  لقد تطوعوا في العديد من الأدوار بما في ذلك إدارة المشاريع وتطوير البرمجيات مفتوحة المصدر.  وقال فالينز إن "التركيز المفرط من جانب روشكو — وبالتالي ماستودون — على تجنب السياسة"، حيث تمت إضافة تحذير من المحتوى (CW) إلى المنشورات المتعلقة بالسياسة، أضر بالأشخاص الملونين وغيرهم من المجموعات المهمشة، الذين كانت هوياتهم، كما قال فالينز، "سياسية بطبيعتها". قال فالينز إنه بحلول عام 2019، كان هناك معسكران متنافسان في ماستودون — المثليون المهمشون و"العاملون البيض والأثرياء والذكور في مجال التكنولوجيا" الذين تتوافق آراؤهم مع روشكو. ووصفت روشكو بأنه ديكتاتور خير مدى الحياة (BDFL) — وهو مصطلح يُطلق على بعض مطوري برامج المصدر المفتوح الذين يحتفظون بالقول النهائي في القرارات.  في مقابلته مع مقال Daily Dot ، قال روشكو إنه لا يرى BDFL باعتباره "وصفًا قاسيًا" لـ ماستدون ولكن باعتباره مصطلح برمجة يصف شكلًا من أشكال الحكم الذي شعر روشكو أنه أكثر كفاءة من " الحكم عن طريق اللجنة ". 
في مقابلة أجريت في نوفمبر 2019 مع مينت في الأسبوع الذي أعقب تدفق 26000 عضو جديد من الهند الذين غادروا تويتر بسبب "سياسات الاعتدال الغامضة، ورقابة منتقدي الحكومة والفشل في السيطرة على خطاب الكراهية"، قال روشكو إن ماستودون وسعت سياستها بعدم التسامح مع النظام الطبقي " بالإضافة إلى "العنصرية، والتمييز على أساس الجنس، ورهاب المثلية الجنسية أو رهاب المتحولين جنسياً"  قال روشكو أنه على عكس تويتر، فإن ماستودون لديه "نسبة أعلى من المشرفين إلى المستخدمين" الذين يراقبون المنشورات. 
بعد خمس سنوات من إنشائها، أعلن روشكو في أغسطس 2021 أنه قام بتأسيس ماستدون كمؤسسة غير ربحية Gesellschaft mit beschränkter Haftung (gGmbH) — الشكل الألماني الأكثر شيوعًا لشركة ذات مسؤولية محدودة غير ربحية — بصفته المؤسس والمساهم الوحيد.  تم نقل جميع مصادر الدخل والأنشطة الخاصة بشركة ماستدون إلى هذا الكيان القانوني الجديد مع تعيين Rochko كرئيس تنفيذي وموظف بأجر ثابت. 
في مشاريع مفتوحة المصدر السابقة، استخدم روشكو ترخيص البرمجيات الحرة واسع الاستخدام، وهو GNU General Public License (GPL)، والذي كتبه في الأصل مؤسس مؤسسة البرمجيات الحرة ، ريتشارد ستالمان . بالنسبة لبرنامج ماستدون، اختار ترخيص GNU Affero العمومي العام لبرامج الشبكة الذي يوفر لعملاء الشبكة إمكانية الوصول إلى مصدر البرنامج.  في عام 2019، بدأت شبكة التواصل الاجتماعي اليمينية المتطرفة Gab في استخدام برنامج ماستدون مفتوح المصدر بموجب هذا الترخيص الذي انتهكته.  قال روشكو إن ميثاق خادم ماستودون الذي ينص على "الاعتدال النشط ضد العنصرية والتمييز على أساس الجنس وكراهية المثليين وكراهية المتحولين جنسياً" يعزل أي استخدام من هذا القبيل لبرامج المصدر المفتوح.  وقال إن مطوري Gab قطعوا علاقاتهم بعملية تطوير ماستدون.  وفقًا لروشكو، امتثل مطورو Gab على الفور لخطاب التوقف والكف الصادر عن ماستدون في 21 أكتوبر 2021 فيما يتعلق بانتهاك ترخيص AGPLv3 الخاص بـ Gab. قامت شركة Gab بتحديث أرشيفها الخاص برمز المصدر الذي كان محميًا بكلمة مرور.  استخدمت Truth Social أيضًا كود ماستدون. 
عندما تولى إيلون ماسك إدارة تويتر في عام 2022، توافد المستخدمون على ماستدون، حيث وصل عدد الأعضاء الجدد إلى 230 ألفًا في الأسبوع الأول من شهر نوفمبر.  ونقلت مقالة في مجلة فوربس عن روشكو قوله إنه متفائل بأن الأشخاص الذين تركوا تويتر وانتقلوا إلى ماستودون "سيستمتعون بنوع مختلف من تجربة وسائل التواصل الاجتماعي". 
نُشرت مقالات ومقابلات مع روشكو حول دوره في ماستودون في مجلة Der Tagesspiegel ،   Esquire ،  The Daily Dot ،  Time ،  وغيرها. في بودكاست عام 2018 مع جيرود سانتو وآدم ستاكوفياك من تويتر وجيت هاب، وصف روشكو بالتفصيل أصول ماستودون.  في مقابلته مع Tagesspiegel عام 2022، قال روشكو إنه "ليس لديه أي سلطة على ما ينشره أي شخص على ماستدون".  كما ناقش حرية التعبير، والقضايا القانونية التي تتعلق بالشرطة، وانتقادات الحكومة الإسرائيلية .  في ديسمبر 2022، شارك روشكو في AMA ("اسألني أي شيء") على Reddit . 